# Deloitte
Deloitte Touche Tohmatsu Limited, obvykle pouze Deloitte, je nadnárodní společnost poskytující profesionální služby v oblasti auditu, daní, konzultingu, podnikových rizik a finančního poradenství prostřednictvím více než 244 400 zaměstnanců po celém světě. Společnost, založená ve Velké Británii, má nyní své hlavní sídlo v New Yorku ve Spojených státech amerických.
Deloitte je jednou z tzv. Velké čtyřky auditorských firem a také největší sítí profesionálních služeb na světě podle tržeb a počtu odborníků. Ve fiskálním roce 2016 zaznamenala společnost rekordní tržby ve výši 36,8 miliard USD. V roce 2016 byla Deloitte šestou největší organizací v soukromém vlastnictví ve Spojených státech.
Společnost Gartner řadí Deloitte v oblasti poradenství podle podílu na trhu na první místo a Kennedy Consulting Research and Advisory přidělila společnosti Deloitte nejvyšší příčku v oblasti globálního poradenství a manažerského poradenství na základě celkových tržeb již čtvrtý rok po sobě. V roce 2016 zařadil magazín Fortune společnost Deloitte mezi 100 nejlepších zaměstnavatelů a Bloomberg Business uvádí Deloitte jako nejlepší organizaci, kde nastartovat kariéru. Na přelomu let 2016 a 2017 byla firma obětí hackerského útoku.

## Historie

### Raná historie

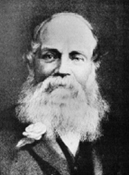
William Welch Deloitte, zakladatel společnosti Deloitte

V roce 1845 otevřel William Welch Deloitte svou kancelář v Londýně. Deloitte byl první osobou, která byla jmenována nezávislým auditorem veřejné společnosti, konkrétně společnosti Great Western Railway. Kancelář v New Yorku otevřel v roce 1880.
V roce 1896 založili Charles Waldo Haskins a Elijah Watt Sells v New Yorku společnost Haskins & Sells. Ta si později vysloužila označení „první velká auditorská společnost, která byla v zemi založena nikoliv britskými, ale americkými auditory“.
V roce 1898 otevřel George Touche kancelář v Londýně a poté se v roce 1900 spojil s Johnem Ballantine Nivenem, se kterým založil společnost Touche Niven se sídlem v Johnston Building na adrese 30 Broad Street v New Yorku.
Dne 1. března 1933 vypovídal plukovník Arthur Hazelton Carter, předseda Společnosti autorizovaných veřejných auditorů státu New York a vedoucí partner společnosti Haskins & Sells, před Výborem pro bankovnictví a měnovou politiku Kongresu USA. Carter svou výpovědí pomohl přesvědčit Kongres, že nezávislý audit by měl být pro veřejné společnosti povinný.
V roce 1947 založil účetní George Bailey z Detroitu, později předseda Americké asociace autorizovaných veřejných auditorů (American Institute of Certified Public Accountants) svou vlastní firmu. Nově založený subjekt měl takový úspěch, že se již necelý rok po zahájení činnosti partneři rozhodli spojit s Touche Niven a A. R. Smart, a dali tak vzniknout společnosti s názvem Touche, Niven, Bailey & Smart. Pod vedením Baileyho firma rychle rostla, do jisté míry i díky vytvoření funkce zaměřené na manažerské poradenství. Došlo rovněž k upevnění vztahů s firmami založenými spoluzakladatelem Touche Niven, Georgem Touchem – s kanadskou firmou Ross a britskou George A. Touche. V roce 1960 byla společnost přejmenována na Touche, Ross, Bailey & Smart, o devět let později pak na Touche Ross. V roce 1968 založil Nobuzo Tohmatsu společnost Tohmatsu Aoki & Co, firmu se sídlem v Japonsku, která se stala součástí sítě Touche Ross v roce 1975. V roce 1972 stanul Robert Trueblood, předseda Touche Ross, v čele výboru, který doporučil založit Radu pro standardy finančního účetnictví.
V roce 1952 sloučil Deloitte svou firmu (v té době pod názvem Deloitte, Plender, Griffiths & Co.) se společností Haskins & Sells, a společně tak vytvořili Deloitte Haskins & Sells.
V roce 1989 došlo ke sloučení Deloitte Haskins & Sells a Touche Ross v USA a vznikla společnost Deloitte & Touche. Tuto společnost dále společně vedli J. Michael Cook a Edward A. Kangas. Menší část členských společností Deloitte Haskins & Sells fúzi s Touche Ross odmítlo a krátce nato se spojily se společností Coopers & Lybrand, čímž vznikla Coopers & Lybrand Deloitte (která později fúzovala s Price Waterhouse, a dala tak vzniknout PwC). Některé členské společnosti Touche Ross rovněž fúzi s Deloitte Haskins & Sells odmítly a spojily se s jinými společnostmi. Ve Velké Británii došlo v roce 1990 k fúzi Touche Ross a Spicer & Oppenheim.

### Nedávná historie
V době fúzí vedených americkými společnostmi za účelem založení Deloitte & Touche byl název mezinárodní společnosti problematický, protože neexistoval celosvětový jednotný přístup k názvům „Deloitte“ nebo „Touche Ross“ – klíčové členské společnosti, jako je Deloitte ve Velké Británii a Touche Ross v Austrálii, se fúze neúčastnily. Byl proto vybrán název DRT International, který odkazoval k Deloitte, Ross a Tohmatsu. V roce 1993 došlo k přejmenování mezinárodní společnosti na Deloitte Touche Tohmatsu. Tento název reflektoval přistoupení japonské společnosti.

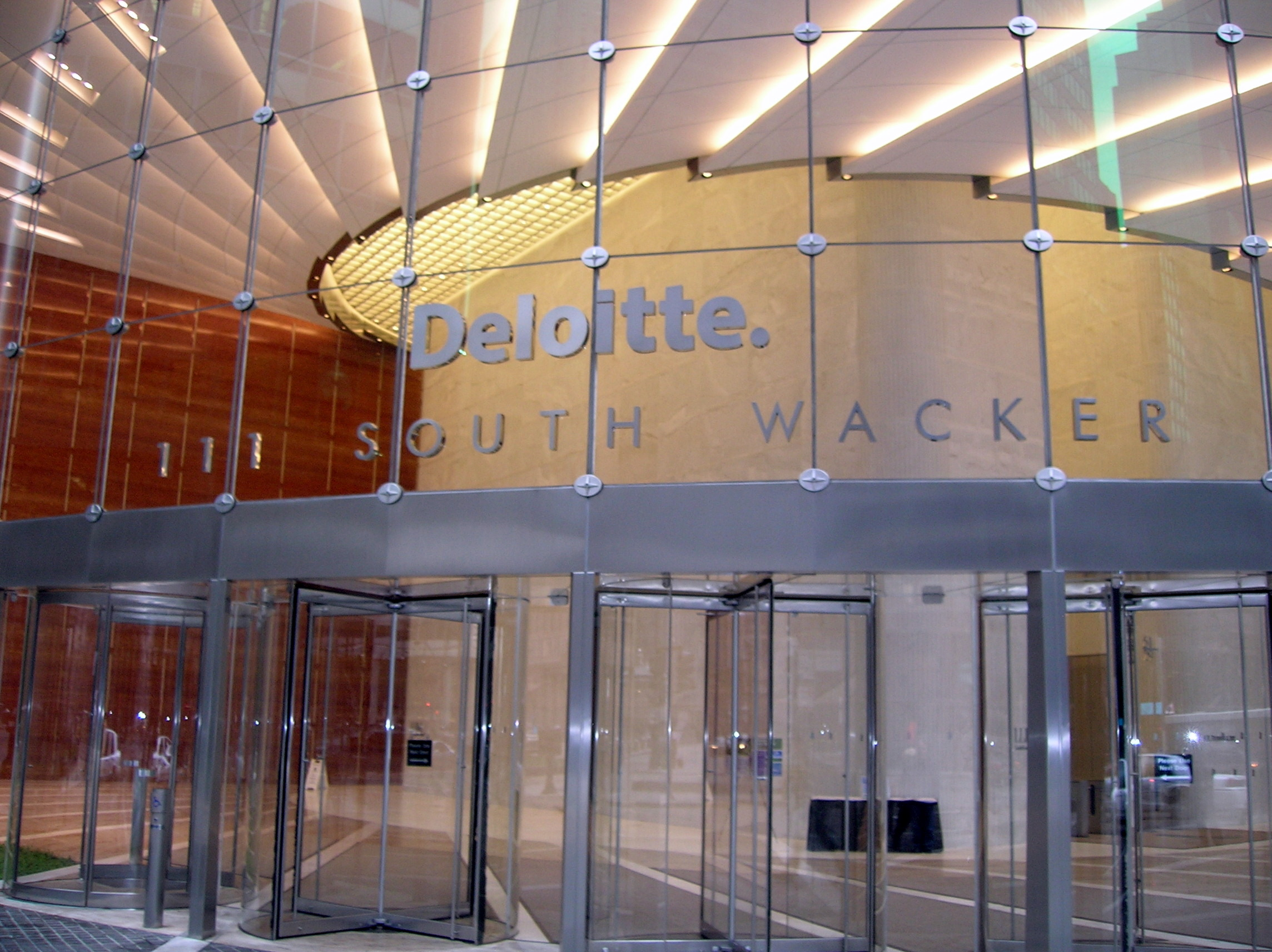
Budova kanceláří Deloitte v Chicagu

V roce 1995 rozhodli partneři Deloitte & Touche o založení poradenské skupiny Deloitte & Touche Consulting Group (nyní známá pod názvem Deloitte Consulting).
V roce 2000 získal Deloitte společnost Eclipse, čímž mohl ke svým poradenským činnostem přidat i řešení na bázi internetového designu. Eclipse se později oddělila a došlo ke vzniku Deloitte Online a Deloitte Digital.
V roce 2002 vyjádřila britská kancelář Arthura Andersena, největší kancelář společnosti mimo USA, souhlas s fúzí s britskou kanceláří Deloitte. Andersenovy kanceláře ve Španělsku, Nizozemí, Portugalsku, Belgii, Mexiku, Brazílii a Kanadě s touto fúzí rovněž souhlasily. Odštěpení francouzského poradenského oddělení společnosti Deloitte vedlo ke vzniku společnosti Ineum Consulting.
V roce 2005 získal Deloitte společnost Beijing Pan-China CPA Ltd, která se tak stala největší auditorskou společností v Číně.
V roce 2007 začal Deloitte najímat bývalé zaměstnance americké Ústřední zpravodajské služby (CIA) pro své oddělení konkurenčního zpravodajství známé pod názvem Deloitte Intelligence.
V roce 2009 koupil Deloitte severoamerickou kancelář veřejných služeb společnosti BearingPoint (původně KPMG Consulting) poté, co zažádala o ochranu před úpadkem. V lednu 2010 společnost rovněž převzala britské poradce pro oblast nemovitostí, Drivers Jonas.
V roce 2011 získal Deloitte společnosti DOMANI Sustainability Consulting a ClearCarbon Consulting, díky nimž rozšířil svou nabídku služeb udržitelnosti.
V lednu 2012 oznámil Deloitte koupi společnosti Übermind, Inc., inovativní mobilní agentury. Zisk této společnosti znamenal první vstup společnosti Deloitte na pole mobilních aplikací.
V listopadu 2012 získal Deloitte společnost Recombinant Data Corporation, firmu specializující se na datové sklady a řešení tzv. klinické inteligence, a spustila Recombinant by Deloitte. V únoru 2013 se Recombinant by Deloitte spojil s interní jednotkou pro informatiku (Deloitte Health Informatics) a došlo ke vzniku ConvergeHEALTH by Deloitte.
Dne 11. ledna 2013 získal Deloitte v podstatě celý podnik Monitor Group, strategické poradenské firmy založené Michaelem Porterem, profesorem Harvard Business School, poté, co Monitor zažádal o ochranu před úpadkem.
V roce 2014 představila společnost Rubix blockchainovou nabídku poskytující poradenské služby klientům napříč různými podnikatelskými odvětvími, včetně vládního sektoru. V roce 2016 otevřela společnost svou první blockchainovou laboratoř v Dublinu. Druhé středisko bylo otevřeno v New Yorku v lednu 2017. V květnu 2017 se Deloitte stal členem Ethereum Enterprise Alliance a projektu Hyperledger Project sponzorovaného nadací Linux Foundation.
Hlava katolické církve, papež František, jmenovala v roce 2015 Libera Miloneho, bývalého předsedu a generálního ředitele společnosti Deloitte v Itálii, prvním hlavním auditorem města Vatikán a Vatikánské banky.
V září 2016 oznámil Apple Inc. partnerství se společností Deloitte zaměřené na podporu prodeje svých telefonů a dalších mobilních přístrojů. Jako součást partnerství spustí tyto dvě společnosti službu s názvem Enterprise Next, v jejímž rámci bude více než 5 000 konzultantů společnosti Deloitte poskytovat klientům poradenské služby zaměřené na lepší využívání produktů a služeb společnosti Apple.

## Globální struktura

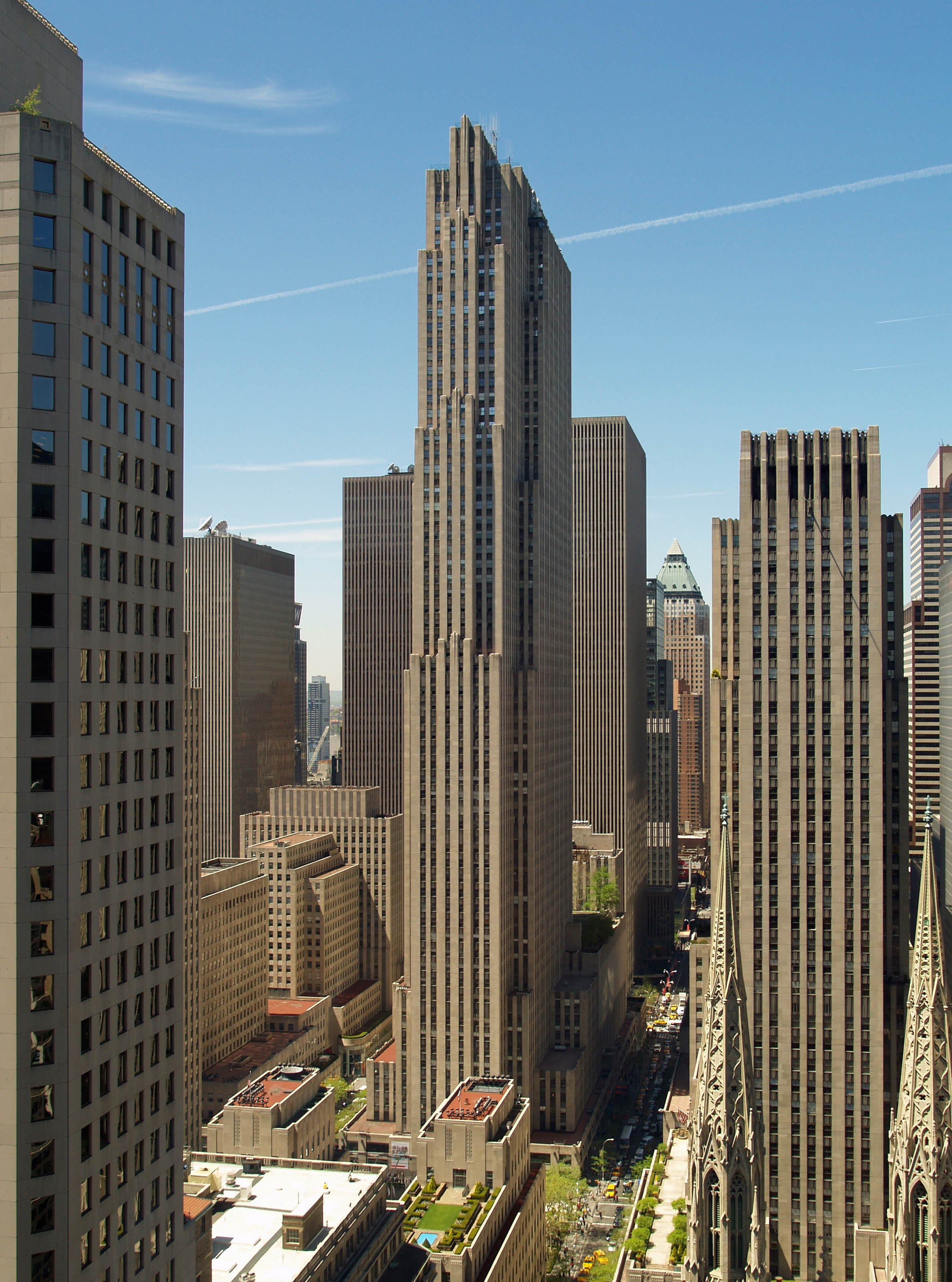
30 Rockefeller Plaza je sídlem globální centrály společnosti Deloitte.

Řadu let byla společnost i síť jejích členských firem právně organizována jako švýcarské sdružení (ekvivalent sdružení bez právní subjektivity). Dne 31. července 2010 se členové tohoto sdružení stali součástí Deloitte Touche Tohmatsu (DTTL), britské privátní společnosti s ručením omezeným zárukou. Každý členský subjekt této globální sítě zůstává oddělenou a nezávislou právní entitou podle právních předpisů a profesních pravidel příslušné země nebo zemí, ve kterých svou činnost provozuje. Společnost Deloitte je registrována podle NAIC pod kódem 55112.
Tato struktura je podobná struktuře jiných sítí poskytovatelů profesionálních služeb, které se snaží omezit nepřímou odpovědnost za škody ostatních členů. Jako oddělené právní entity se členské společnosti ani DTTL nemohou vzájemně zavazovat. Odborné služby poskytují pouze členské firmy, nikoli DTTL. V rámci této struktury nenesou členské společnosti odpovědnost za nedbalost ostatních nezávislých členů. Tato struktura jim rovněž umožňuje být členy fóra společností IFAC, které sdružuje sítě auditorských společností.

## Služby
Členské subjekty společnosti Deloitte nabízejí služby v níže popsaných funkcích s obměnami podle jejich právní implementace v jednotlivých zemích (tj. provozovaných v rámci jedné společnosti nebo prostřednictvím oddělených právních subjektů fungujících jako dceřiné společnosti zastřešujícího právního subjektu v dané zemi). Podíl na tržbách za rok 2016 je uveden v závorkách.
- Audit (27 %): poskytování tradičních služeb v oblasti účetnictví a auditu, jakož i interního auditu a kontroly řízení v oblasti IT.
- Consulting (34 %): pomoc klientům prostřednictvím poskytování služeb, jako je plánování podnikových zdrojů, integrace technologií, strategie & operace, lidský kapitál a krátkodobý outsourcing.
- Finanční poradenství (9 %): poskytování služeb v oblasti investičního bankovnictví klientům, včetně oblasti sporů, osobního a obchodního úpadku, forenzních věd, e-discovery, kontroly dokumentů, poradenství, fúzí a akvizic, investičních projektů a oceňování.
- Poradenství v oblasti rizik (11 %): poskytování nabídky služeb v oblasti řízení rizik v podnicích, informační bezpečnost a ochrana soukromí, kvalita a integrita dat, rizika projektů a řízení nepřetržitého fungování společností.
- Tax & Legal (19 %): pomoc klientům zvýšit čistou hodnotu jejich aktiv, provádění aktivit v oblasti převodních cen a mezinárodního zdanění u nadnárodních společností, minimalizace daňových povinností, zavádění daňových informačních systémů a poradenství v oblasti různých obchodních rozhodnutí a jejich daňových dopadů.

## Deloitte Česká republika
Společnost Deloitte Česká republika poskytuje služby v oblastech digitálních technologií, inovací, auditu, daní, právního a finančního poradenství i poradenství v oblasti rizik a daní. Zaměřuje se na celou řadu odvětví veřejného i soukromého sektoru, například na finance, nemovitosti, spotřebitelské a výrobní odvětví, veřejný sektor, energetiku, technologie, média a telekomunikace nebo zdravotnictví či farmaceutický sektor. Své služby poskytuje v řadě oblastí, které jsou spojeny s moderními technologiemi - od nových příležitostí na trhu po hrozby, které technologie a jejich vývoj přináší. Společnost se tak věnuje tématům, jako např. blockchain, robotická automatizace procesů, finanční technologie nebo kybernetická rizika.
Česká pobočka seznámila nejen svou zemi, ale celý středoevropský region s pojmem forenzní služby, které se specializují na efektivní vyšetřování a prevenci podvodů. Jméno Deloitte zdomácnělo zejména během forenzního šetření v oblasti financování jedné z předních politických stran.
Společně s PricewaterhouseCoopers, Ernst & Young a KPMG patří do tzv. Velké čtyřky. V České republice firma působí od počátku 90. let.

### Historie
Historie Deloitte Česká republika se začala psát v roce 1990, kdy společnost Deloitte Touche Tohmatsu otevřela s 5 zaměstnanci a 3 partnery první kancelář v Praze. V roce 2003 došlo ke změně názvu firmy na Deloitte. 
Společnost v současnosti sídlí v ekologické budově Churchill II v Praze na Vinohradech a zaměstnává přes 900 lidí v pobočkách v Praze, Ostravě, Brně, Plzni a Hradci Králové.
Pod značkou Deloitte působí v České republice celkem šest společností:
- Deloitte Advisory s.r.o.
- Deloitte Audit s.r.o.
- Deloitte BPS a.s.
- Deloitte Legal s.r.o., advokátní kancelář
- Deloitte Security s.r.o.
- ELBONA AUDIT s.r.o.

### Vedení Deloitte Česká republika
Management Deloitte Česká republika tvoří:
- Miroslav Svoboda, Country leader
- David Batal, vedoucí partner oddělení auditorských a poradenských služeb
- Adham Hafoudh, vedoucí partner daňového a právního oddělení
- Pavel Šiška, vedoucí partner oddělení poradenských služeb
- Miroslav Linhart, vedoucí partner oddělení finančních služeb

Vedení advokátní kanceláře Deloitte Legal:
- Martin Bohuslav, vedoucí partner advokátní kanceláře Deloitte Legal